# 祁县东站
祁县东站，位于中华人民共和国山西省晋中市祁县古县镇，是大西高速铁路上的高铁站，于2014年7月1日营运，由中国铁路太原局集团介休车务段管辖。

## 歷史
- 2014年7月1日启用[3]。

## 車站構造
本站布局为2台4线。
| 东南↑ |      |                                                                |  |
|       | 侧式 |                                                                |  |
|       | 2    | 到发线                                                         |  |
| Ⅰ道   | 无   | （太谷西站）大西高速铁路 下行正线 往西安北站方向（平遥古城站） |  |
| Ⅱ道   | 无   | （太谷西站）大西高速铁路 上行正线 往怀仁东站方向（平遥古城站） |  |
|       | 1    | 到发线                                                         |  |
|       | 侧式 |                                                                |  |
| 西北↓ | 站房 | 进出站、接驳交通                                               |  |

## 車站周邊
- 祁县第五小学
- 申村小学
- 祁县小韩中学

## 外部連結
- 中国铁路客户服务中心 （页面存档备份，存于）